# Ернст I фон Хоенбург
Ернст I фон Хоенбург (на немски: Ernst I von Hohenburg; † сл. 1222) от фамилията фон Зулцбах, клон на род Бабенберги, е граф на Хоенбург и Вилдберг в Нордгау в Бавария.

## Произход
Син е на Херман I († сл. 1108), граф на Пойген, и първата му съпруга фон Дисен, дъщеря на граф Бертхолд II фон Дисен († сл. 1060), или на втората му съпруга Аделхайд Австрийска, дъщеря на австрийския маркграф Ернст († 1075). Внук е на граф Гебхард I фон Зулцбах († пр. 1080) и съпругата му фон Нордгау. Правнук е на херцог Херман IV († 1038), херцог на Швабия и маркграф на Торино, и Аделхайд от Суза († 1091), маркграфиня на Торино. Брат е на граф Гебхард I фон Пойген († пр. 1144), граф Бертхолд фон Бергтхайм († 1140/1144) и на граф Адалберт фон Ребегау († пр. 1150).
Роднина е на Гертруда фон Зулцбах, която става като съпруга на крал Конрад III германска кралица, и на Берта фон Зулцбах, която се омъжва за византийския император Мануил I Комнин и става императрица на Източен Рим (Византийска империя).
- Герб на фон Хоенбург в Codex Manesse
- Герб на фон Вилдберг (1287)

## Фамилия
Ернст I фон Хоенбург се жени за Аделхайд фон Регенсбург-Вилдберг († ok. 1157), графиня на Вилдберг, дъщеря на Фридрих III фон Регенсбург († 1120), граф на Боген и катедрален (дом) фогт на Регенсбург, и Лиутгард фон Виндберг-Рателберг († 1157). Те имат децата:
- Фридрих I фон Хоенбург († 26 януари 1178), граф на Хоенбург-Вилдберг, женен I. за бургграфиня Аделхайд фон Регенсбург, II. за маркграфиня Матилда фон Истрия († сл. 1183)
  - Фридрих II фон Хоенбург († 15 май 1209), женен за графиня Матилда фон Васербург († сл. 1237), бездетен
- Ернст II фон Хоенбург († сл. 1165)
- София фон Пойген († 1123, като дете)

Синовете му Ернст и Фридрих завещават през 1142 г. господството си на манастир Регенсбург, ако нямат синове.
- Руината на замък Хоенбург
- История на рода на табло на руината на замък Вилдберг